# الإصلاحية
الإصلاحية أو المنهج الإصلاحي Reformism هي عقيدة سياسة أو فكر سياسي تدعو إلى إصلاح نظام أو مؤسسة قائمة بدلاً من إلغاؤها واستبدالها.
نشأت الإصلاحية كميل سياسي وفرضية اجتماعية من معارضة للاشتراكية الثورية القائمة على فكرة الثورة والتغيير الشامل للنظام وأن الاضطرابات الثورية شرط مسبق ضروري للتغييرات الهيكلية اللازمة لتحويل النظام الرأسمالي إلى نظام اقتصادي اشتراكي مختلف نوعياً.
أرتبطت فكرة الإصلاح بالعديد من التيارات السياسية، ويصنف الإصلاح بأنه التغييرات التدريجية من خلال المؤسسات القائمة يمكن أن يؤدي في النهاية إلى تغييرات جوهرية في النظم السياسية والاقتصادية للمجتمع.
من الناحية الفكرية يتم تمييز يسار الوسط الإصلاحي عن يمين الوسط، أو الإصلاح العملي الهادف بدلاً من حماية الوضع الراهن وتغلغله عن طريق منع التغييرات الهيكلية الأساسية عليه، في حين أن الإصلاحية اليسارية تفترض أن تراكم الإصلاحات يمكن أن يؤدي في النهاية إلى ظهور إصلاحات أنظمة اقتصادية وسياسية مختلفة تمامًا عن أنظمة الرأسمالية والديمقراطية الحالية.

## نظرة عامة
هناك نوعان من الإصلاحيين: لا يعتزم المرء إحداث ثورة أو تغيير اقتصادي أساسي في المجتمع ويستخدم لمعارضة هذه التغييرات الهيكلية، النوع الآخر يعتمد على افتراض أنه على الرغم من أن الإصلاحات ليست اشتراكية في حد ذاتها، إلا أنها يمكن أن تساعد في حشد المؤيدين لقضية الثورة من خلال تعميم قضية الاشتراكية على الطبقة العاملة.
إن النقاش الدائر حول قدرة الإصلاحية الديمقراطية الاجتماعية على أن يؤدي إلى تحول اشتراكي للمجتمع قد تجاوز قرن من الزمان.
يتم انتقاد الإصلاحية لكونها متناقضة لأنها تسعى للتغلب على النظام الاقتصادي الحالي للرأسمالية بينما تحاول تحسين ظروف الرأسمالية، مما يجعلها تبدو أكثر تحملاً للمجتمع. وفقا لروزا لوكسمبورغ، في ظل الإصلاحية «[الرأسمالية] لم يتم الإطاحة بها، بل على العكس تم تعزيزها من خلال تطوير الإصلاحات الاجتماعية». وعلى نفس المنوال، يجادل ستان باركر من الحزب الاشتراكي لبريطانيا العظمى بأن الإصلاحات هي تحويل للطاقة للاشتراكيين ومحدودة لأنهم يجب أن يلتزموا بمنطق الرأسمالية.
انتقد المنظِّر الاجتماعي الفرنسي أندريه غورز الإصلاحية من خلال الدعوة إلى البديل الثالث للإصلاحية والثورة الاجتماعية التي أطلق عليها «الإصلاحات غير الإصلاحية»، والتي ركزت بشكل خاص على التغييرات الهيكلية للرأسمالية بدلاً من الإصلاحات لتحسين الظروف المعيشية داخل الرأسمالية أو دعمها من خلال التدخلات الاقتصادية.

## التاريخ
في عام 1875 اعتمد الحزب الاشتراكي الديمقراطي في ألمانيا برنامج غوتا الذي اقترح «كل الوسائل القانونية» على طريق «مجتمع اشتراكي» وانتقده كارل ماركس الذي اعتبر الثورة الشيوعية خطوة مطلوبة، أحد مندوبي مؤتمر الحزب الديمقراطي الاشتراكي كان إدوارد بيرنشتاين، الذي توسّع في هذا المفهوم، واقترح ما سماه «الاشتراكية التطورية»، كان بيرنشتاين ديموقراطيًا اجتماعيًا بارزًا في ألمانيا.
استهدفت الإصلاحية بسرعة من قبل الاشتراكيين الثوريين مع إدانة روزا لوكسمبورغ للاشتراكية التطورية لبرنشتاين في مقالتها «الإصلاح أم الثورة»؟  وعند وفاة لوكسمبورغ في الثورة الألمانية سرعان ما وجد الإصلاحيون أنفسهم يتنافسون مع البلاشفة والأحزاب الشيوعية التابعة لها لدعم المثقفين والطبقة العاملة.
بعد أن قام جوزيف ستالين بتوحيد القوى في الاتحاد السوفياتي شن الكومنترن حملة ضد الحركة الإصلاحية من خلال شجبهم بأنهم «فاشيون اجتماعيون». وفقًا لكتاب «الإله الذي فشل» بواسطة آرثر كويستلر العضو السابق في الحزب الشيوعي الألماني وهو أكبر حزب شيوعي في أوروبا الغربية في فترة ما بين الحربين، استمر الشيوعيون المنضمون إلى الاتحاد السوفيتي في النظر إلى الاشتراكية الديمقراطية الفاشية حزب ألمانيا هو العدو الحقيقي في ألمانيا حتى بعد وصول الحزب النازي إلى السلطة.

## في العصر الحديث
في ألمانيا عام 1959 كان برنامج جوديسبيرج (الذي تم توقيعه في مؤتمر للحفلات في عاصمة ألمانيا الغربية باد جوديسبيرج) علامة على تحول الحزب الاشتراكي الديمقراطي من برنامج ماركسي يتبنى نهاية للرأسمالية إلى برنامج إصلاحي يركز على الإصلاح الاجتماعي.
في كندا كان ينظر إلى بعض الإصلاحيين على أنهم من يمين الوسط على سبيل المثال، دعا حزب الإصلاح التاريخي الكندي إلى إجراء تغييرات هيكلية على الحكومة لمواجهة ما اعتقدوا أنه حرمان الكنديين الغربيين.
لا تزال بعض الأحزاب الاجتماعية الديمقراطية، مثل الحزب الاشتراكي الديمقراطي المذكور أعلاه والحزب الديمقراطي الكندي الجديد مهتمة بالإصلاحية ويُنظر إليها على أنها يسار الوسط.
أما في بريطانيا، تم تطبيق المصطلح على عناصر داخل حزب العمل البريطاني في الخمسينيات وبعد ذلك على حق الحزب. كتب أنتوني كروسلاند «مستقبل الاشتراكية» (1956) كبيان شخصي يدعو إلى إعادة صياغة المصطلح. بالنسبة إلى كروسلاند، تقلصت أهمية التأميم (أو الملكية العامة) بالنسبة للاشتراكيين إلى حد كبير كنتيجة للتوظيف الكامل المعاصر، والإدارة الكينزية للاقتصاد، والحد من الاستغلال الرأسمالي. بعد الهزيمة الثالثة على التوالي لحزبه في الانتخابات العامة عام 1959، حاول هيو غيتسكيل إعادة صياغة الصياغة الأصلية للفقرة الرابعة في دستور الحزب، لكنه لم ينجح. غادر بعض أتباع غايتسكيل الأصغر سناً، وهم روي جينكينز وبيل رودجرز وشيرلي ويليامز، حزب العمل في عام 1981 لتأسيس الحزب الاشتراكي الديمقراطي، ولكن الهدف الأساسي للجبيل سكيليت حققه توني بلير في النهاية في محاولته الناجحة لإعادة كتابة البند الرابع في عام 1995. يتم تمييز استخدام المصطلح عن التدرج المرتبط بالفابيانية (أيديولوجية المجتمع الفابياني) والتي يجب ألا يُنظر إليها على أنها متوازية مع المراجعة التحريرية المرتبطة ببرنشتاين والحزب الاشتراكي الديمقراطي، حيث أن الفابيين رفضوا صراحة الماركسية.